# Temporada esportiva 2005-06 a Espanya a nivell de clubs
Quadre amb els diferents club esportius campions d'Espanya durant la temporada 2005-06. Es consideren les competicions majors, és a dir, les competicions de lliga, copa i els campionats d'Espanya. A més, es consideren les competicions absolutes, no les de categories inferiors.
Les dades fan referència als clubs que s'han proclamat campions durant:
- la temporada 2005-06 per a la majoria d'esports, en els quals la temporada esportiva es disputa a cavall de dos anys amb vacances a l'estiu (com passa a la majoria d'esports d'equip)
- l'any 2005 per aquells esports on la temporada és anual (com passa a alguns esports individuals, com el tennis) amb vacances a l'hivern. Aquests esports estan senyalats amb el símbol (A).

## Quadre de campions
Campionats de lliga i copa
| Esport                 | Modalitat | Campió de lliga        | Campió de copa         |
| ---------------------- | --------- | ---------------------- | ---------------------- |
| Futbol                 | masculí   | FC Barcelona           | RCD Espanyol           |
| Futbol                 | femení    | RCD Espanyol           | RCD Espanyol           |
| Basquetbol             | masculí   | CB Málaga-Unicaja      | Saski-Baskonia SAD     |
| Basquetbol             | femení    | Perfumerias Avenida    | Perfumerias Avenida    |
| Handbol                | masculí   | FC Barcelona           | BM Valladolid          |
| Handbol                | femení    | La Unión Ribarroja     | La Unión Ribarroja     |
| Rugbi                  | masculí   | UE Santboiana          | El Salvador Rugby      |
| Rugbi                  | femení    | sense competició       | CE INEF Barcelona      |
| Hoquei patins          | masculí   | FC Barcelona           | Reus Deportiu          |
| Hoquei patins          | femení    | CP Voltregà            | CP Voltregà            |
| Hoquei herba           | masculí   | Atlètic Terrassa HC    | Atlètic Terrassa HC    |
| Hoquei herba           | femení    | RC Polo                | Club de Campo          |
| Hoquei gel             | masculí   | CG Puigcerdà           | CH Jaca                |
| Waterpolo              | masculí   | CN Atlètic Barceloneta | CN Atlètic Barceloneta |
| Waterpolo              | femení    | CN Ondarreta-Alcorcón  | CN Ondarreta-Alcorcón  |
| Voleibol               | masculí   | CV Son Amar            | CV Son Amar            |
| Voleibol               | femení    | CV Tenerife Marichal   | CV Tenerife Marichal   |
| Futbol sala            | masculí   | El Pozo Murcia         | Lobelle Santiago       |
| Futbol sala            | femení    | Tecnocasa Móstoles     | Telde Gran Canaria     |
| Futbol Americà         | masculí   | València Firebats      | L'Hospitalet Pioners   |
| Beisbol (A)            | masculí   | Marlins Puerto Cruz    | Rojos de Candelaria    |
| Softbol (A)            | femení    | CB Viladecans          | CB Viladecans          |
| Tennis taula           | masculí   | CajaGranada            | CajaGranada            |
| Tennis taula           | femení    | CN Mataró              | G. Relesa Cartagena    |
| Hoquei patins en línia | masculí   | Drac Espanya HC        | HC Rubí Cent Patins    |
| Hoquei patins en línia | femení    | sense competició       | CHL Jujol              |
| Corfbol                | mixt      | CK Vacarisses          | CK Vacarisses          |

Campionats d'Espanya
| Esport                              | Masculí           | Femení                  |
| ----------------------------------- | ----------------- | ----------------------- |
| Tennis (A)                          | CT València       | RCT Barcelona 1899      |
| Atletisme aire lliure               | Puma Chapín Jerez | CA València Terra i Mar |
| Atletisme pista coberta             | Puma Chapín Jerez | CA València Terra i Mar |
| Natació                             | CN Sant Andreu    | Real Canoe NC           |
| Natació sincronitzada               | sense competició  | CN Kallipollis          |
| Salts                               | Real Canoe NC     | CN Metropole            |
| Patinatge de velocitat (A)          | CD Amaya Pamplona | CP Cobra                |
| Patinatge artístic grups grans (A)  | sense competició  | CPA Olot                |
| Patinatge artístic grups petits (A) | sense competició  | CP Sant Celoni          |
| Esquaix (A)                         | Squash Malibú     | Can Mèlich              |
| Hoquei sala                         | Club de Campo     | Club de Campo           |

## Classificació per territori
| Posició | Federació           | Campionats |
| ------- | ------------------- | ---------- |
| 1       | Catalunya           | 33         |
| 2       | Comunitat de Madrid | 8          |
| 3       | País Valencià       | 6          |
| -       | Illes Canàries      | 6          |
| 5       | Andalusia           | 5          |
| 6       | Castella i Lleó     | 4          |
| 7       | Illes Balears       | 3          |
| 8       | Regió de Múrcia     | 2          |
| 9       | País Basc           | 1          |
| -       | Aragó               | 1          |
| -       | Galícia             | 1          |
| -       | Navarra             | 1          |